# Salganea humeralis
Salganea humeralis es una especie de cucaracha del género Salganea, familia Blaberidae.

## Distribución
Esta especie se encuentra en Filipinas y Taiwán.